# Edmund Kalmár
Edmund Kalmár (24. září 1906, Budapešť – 29. dubna 1938, Praha) byl důstojníkem generálního štábu prvorepublikové československé armády, který poskytl Němcům v roce 1937 klíčové strategické vojenské informace. Byly to podrobnosti týkající se popisu budovaného československého pohraničního opevnění, plány na obranu Šluknovského výběžku a podrobné údaje o mobilizačních opatřeních platných v československé armádě. V době hrozícího konfliktu měli Němci nejen přehled o rozložení minových polí, ale znali například i takové detaily, že na jeden kulomet instalovaný v pohraničních pevnostech připadá 1070 nábojů. Ačkoliv se jednalo pouze o údaje týkající se východních Čech, řadu takto získaných informací mohli Němci jednoduše zobecnit na celou československou hranici.

## Život

### Rodinný původ a studia
Edmund Kalmár se narodil 24. září 1906 v maďarské Budapešti do smíšené rodiny, jeho matka byla Češka (Moravanka), ale jeho výchovu určoval převážně otec, jenž byl původem Maďar pocházející z dnešního Sedmihradska. Otec byl původně rakousko–uherský důstojník a po skončení první světové války se rodina usadila na Slovensku. Edmund Kalmár byl jejich jediným synem, byl vychováván již od útlého dětství ve vojenském duchu, otec jej brával dokonce s sebou do kasáren, malý Edmund měl ušitou honvédskou uniformu  a doma dodržoval přísný vojenský kasárenský řád. Po skončení středoškolských studií na evangelickém gymnáziu v Prešově (maturoval v roce 1924) se Edmund Kalmár zapsal na Vojenskou akademii v Hranicích. Po úspěšném absolvování dvouletého studia na vojenské akademii se stal důstojníkem z povolání.

### V prvorepublikové čs. armádě (1926–1932)
Následujících osm let po absolvatoriu vojenské akademie působil jako subalterní  důstojník v zapadlých posádkách na severní Moravě. Celou dobu byl zařazen na vcelku podřízených funkcích u pěšího pluku číslo 13, což nebyla žádná elitní jednotka. V roce 1933 dokonce Edmund Kalmár dostal negativní osobní ohodnocení, jenž považoval za diskriminační, neboť se domníval, že bylo způsobeno tím, že se v prvorepublikové československé armádě hlásil k maďarské národnosti. Proti tomuto nespravedlivému osobnímu hodnocení se jej zastal i jeho nadřízený velitel 13. brigády generál Bohuslav Fiala.

### Vysoká škola válečná
Evidentně vzdělaný a inteligentní důstojník Edmund Kalmár musel odsloužit celých osm let u pěšího pluku, kde zastával jen podřadná velitelská místa, než mu bylo umožněno studium na Válečné škole v Praze. Teprve po jejím absolvování se mu částečně otevřela vojenská kariéra na generálním štábu.

### První zrádcovská depeše
Během jedné únorové neděle v roce 1937 se Kalmár převlékl do lyžařského a vyrazil vlakem z Hradce, aby se po několika přestupech dostal do Olešnice, kde na lyžích tajně překročil hranici do Německa. V nejbližší německé obci Reinerz  vhodil do poštovní schránky svoji první zrádcovskou depeši. Adresoval ji nedalekému velitelství 38. pěšího pluku wehrmachtu v Kladsku. Mimo jiných informací tato anonymní zpráva obsahovala strategické informace o obraně v úseku 4. královéhradecké divize (úplný plán zajištění hranic ve východních Čechách) a o linii lehkého československého pohraničního opevnění. Poté opět na lyžích přešel hranici a v půl šesté večer byl zpět v Hradci.

### Druhá zrádcovská depeše
O Velikonocích roku 1937 se Edmund Kalmár vracel od rodičů z dovolené v Solivaru na východním Slovensku. Využil skutečnosti, že vlak na trati mezi Bohumínem a Hanušovicemi v jednom místě přejížděl hranice přes německé území a stavěl v německé stanici Ziegenhals. Když vlak zastavil, odevzdal druhý dopis místnímu železničáři. V této druhé rovněž anonymní zrádcovské depeši vyzradil Kalmár plány obrany Šluknovského výběžku. Depeši adresoval velitelství 28. divize wehrmachtu v Breslau.

### Třetí zrádcovská depeše
Tato rovněž anonymní depeše byla doručena poněkud jiným způsobem, než předchozí dvě. Byla vhozena 23. září 1937 na nádraží v západočeském Chebu do otevřeného poštovního vagonu říšskoněmeckého vlaku a obsahovala řadu přísně tajných vojenských informací, například podrobné údaje o mobilizačních opatřeních a o průběhu opevňovacích prací v československém pohraničí. Muž, který depeši do vlaku vhodil, byl ale na nádraží přistižen.
Před druhou světovou válkou bylo vlakové nádraží v Chebu rozděleno na československou a říšskoněmeckou část. Cestující, kteří odjížděli do Německa museli projít před nástupem do vlaku celní a pasovou kontrolou. Toho zářijového dne zadržel celník na říšskoněmecké straně nádraží u vlaku do Německa muže bez dokladů a bez cestovního lístku a osobu obratem předal svým československým kolegům. Těm se Edmund Kalmár prokázal vojenským průkazem a poté, co doprovodil vše tvrzením, že je zpravodajským důstojníkem, byl propuštěn a to aniž si celníci zaznamenali jeho totožnost. Později při výslechu tvrdil, že se k návštěvě Chebu rozhodl na poslední chvíli (a neměl proto Cheb uveden na formuláři své žádosti o dovolenou) a na nádraží se byl podívat jen ze zvědavosti na to, jak vypadají říšskoněmecké lokomotivy.

### František Moravec
V roce 1937 zastával plukovník František Moravec vysokou funkci v pátrací sekci druhého oddělení Hlavního štábu. Mezi největší úspěchy této pátrací sekce pod Moravcovým vedením patřilo získání Paula Thümmela (krycím označením A-54), pracovníka Abwehru, pro spolupráci s druhým oddělením (a to již v roce 1936). A byl to právě agent A–54, působící v Bavorsku, z jehož zpravodajského hlášení se československá vojenská rozvědka dozvěděla, že Němcům kdosi poskytl velmi podrobné informace o obraně hranic v působnosti 4. divize.
Německá vojenská rozvědka zachytila všechny tři Kalmárovy depeše, ale nevěděla nic ani o jejich odesilateli a ani o důvodech, proč anonym tyto vojenské informace vyzrazoval. Na rozdíl od agenta A–54, který informace draze prodával, Kalmár jim nebyl znám a nikdy za své informace nedostal z německé strany žádný finanční obnos. Při jeho výsleších bylo zjištěno, že jej nikdo k této vlastizrádné činnosti ani nenaváděl a ani neměl žádného pomocníka a rovněž nebyl v kontaktu s žádným agentem nebo zaměstnancem cizí zpravodajské služby.
Německé zpravodajské orgány se dozvěděly o tom, kdo byl odesilatelem všech třech depeší z roku 1937 teprve až po 15. březnu 1939, kdy na obsazeném území protektorátu získaly část archivu československých zpravodajských služeb, které s sebou nevzali Moravcovi lidé při odletu do Anglie. 

### Vyšetřování
Moravcovi lidé zúžili množinu podezřelých osob na několik málo jedinců na základě skutečnosti, že zrádcovské zprávy obsahovaly detailní informace z okruhu působnosti 4. divize. Kalmárovo tvrzení při zadržení na chebském nádraží, že je zpravodajským důstojníkem, se nakonec coby podezřelý incident postupně dostalo až k zalarmované kontrarozvědce. Ověřit, kdo z důstojníků měl 23. září 1937 dovolenou nebylo obtížné a vedlo k jednoznačné osobě. Pátrání zahájené důstojníky 2. oddělení Hlavního štábu (zpravodajskou vyšetřující službou) nakonec specifikovalo jako možného autora depeší jedenatřicetiletého kapitána generálního štábu (působícího v Hradci Králové) Edmunda Kalmára. Do Hradce Králové se vypravil plukovník zpravodajské služby František Moravec, první výslech zatčeného Kalmára se konal 2. února 1938, další výslechy se pak konaly v Praze, kam byl Kalmár z Hradce následně převezen. Zatčený nejdříve vše zapíral, postupně se ale zamotával do svých vlastních lží. Po sérii několika zdlouhavých výslechů se Edmund Kalmár konečně v noci z 5. na 6. února 1938 krátce po půlnoci před plukovníkem Františkem Moravcem přiznal a podrobně popsal, co všechno Němcům zradil. Svoje konání odůvodnil tím, že byl kvůli svému maďarskému původu v československé armádě šikanován. Ve vazbě napsal Edmund Kalmár několik dopisů: jeden z nich byl adresován generálu Karlu Kutlvašrovi, další byl určen pro náčelníka Hlavního štábu armádního generála Ludvíka Krejčího, další pro plukovníka Františka Moravce. Vyšetřujícími orgány byla také zpracována podrobná zpráva určená k rukám prezidenta Dr. Edvarda Beneše.

Adresáti Kalmárových dopisů
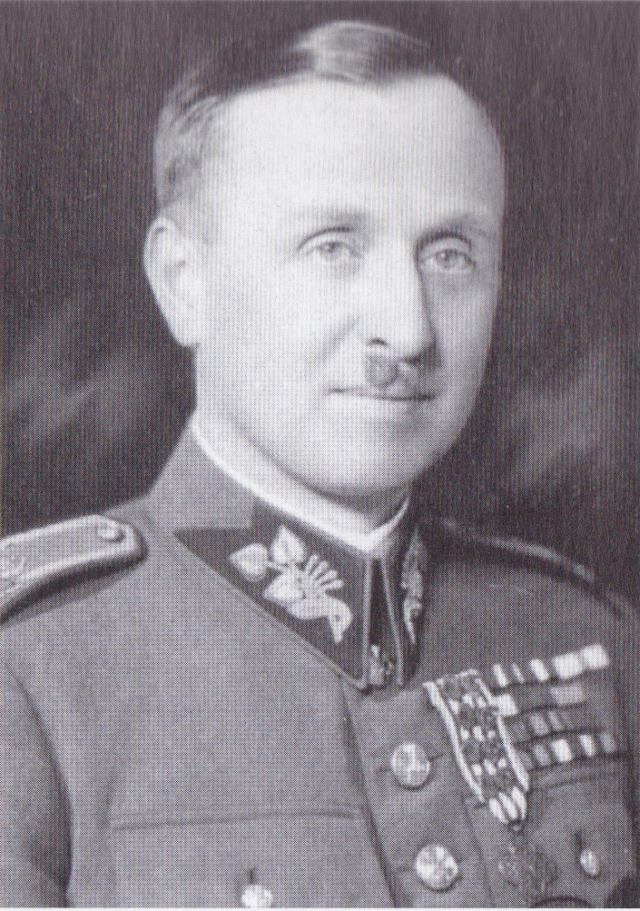
Karel Kutlvašr
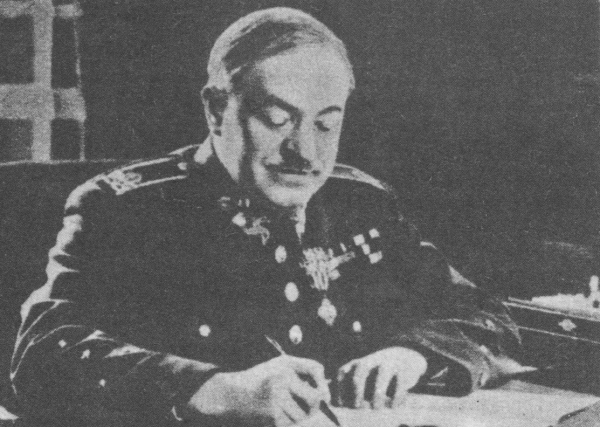
Ludvík Krejčí
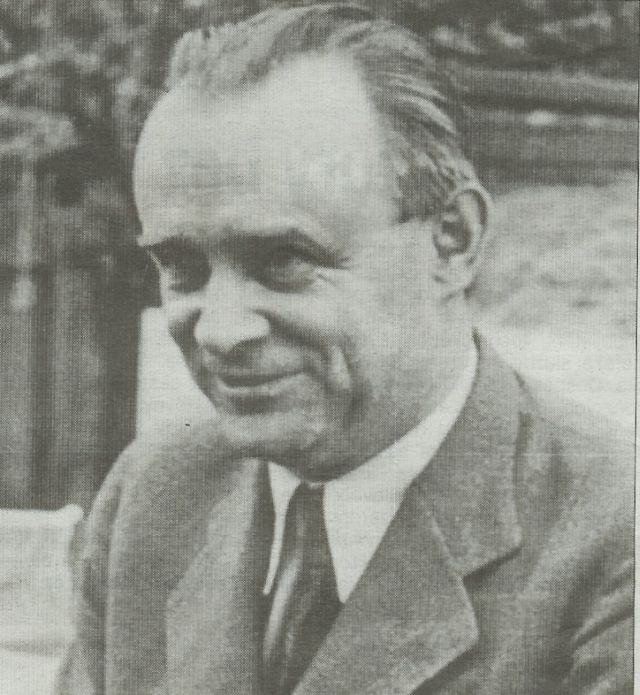
František Moravec

### Soud
Dne 25. února 1938 se před divizním soudem v Praze konalo tajné a neveřejné hlavní líčení (žádné sdělovací prostředky ani tisk o něm neinformovaly), kde byl Edmund Kalmár uznán vinným ze zločinu vojenské zrady. Obžalobu sepsal vojenský prokurátor Bohumil Boháček. Před soudem coby znalec vystoupil plukovník generálního štábu Josef Jirka, jenž označil škody Kalmárem způsobené jako nezměrné, prakticky nenapravitelné a odhadl, že jen finanční ztráta se pohybuje v řádu miliard.
Prozradil z nejdůležitějších vojenských tajemství tolik, že cizí stát (...) je nyní zasvěcen do velké části našich příprav pro brannou pohotovost státu. (...) Takový případ, jako je tento, nevyskytl se ještě za trvání republiky a vyskytuje se v dějinách špionáže vůbec jen za desítiletí ...
plukovník generálního štábu Josef Jirka, znalecké prohlášení před divizním soudem v Praze, 
Na počátku výslechu Edmund Kalmár nepopřel svoji vinu, spáchané zrady litoval a tvrdil, že jej k činům přimělo dočasné „rozrušení mysli“. To dával za vinu svému nadřízenému plukovníku Josefu Chlebounovi, jenž jej prý neustále šikanoval a ponižoval. Kalmár se domníval, že důvodem Chlebounova jednání bylo to, že se Kalmár hlásil k maďarské národnosti. Prozrazované vojenské strategické informace neměly pro Maďarsko (se zřetelem na jeho polohu) žádný význam a tak je poskytl Německu. Ke zradě jej prý přimělo „jen a jen jeho národnostní přesvědčení, vyburcované chováním představeného“. Předvolaný svědek – plukovník Josef Chleboun – před soudem, jemuž předsedal Petr Hruška, odmítl jakoukoliv formu šikany a vzájemné spory zdůvodnil tím, že: „Obžalovaný byl těžko ovladatelným živlem a měl stále s druhými nějaké srážky.“
Kalmár ve svém závěrečném slovu prohlásil, že všeho lituje, škodu označil za napravitelnou, ale požádal jen o to, aby trest smrti oběšením byl změněn na trest smrti zastřelením, který je prý vhodnější se zřetelem k jeho postavení (myšleno důstojníka čs. armády).

### Rozsudek
Předseda soudu Petr Hruška líčení přerušil a ještě týž den večer byl vynesen rozsudek. Edmund Kalmár byl odsouzen za vojenskou zradu k trestu smrti provazem (oběšením), rozsudek byl potvrzen při odvolacím řízení u nejvyššího vojenského soudu 23. března 1938.

### Žádost o milost
Kalmár měl možnost požádat o milost prezidenta republiky, ale neučinil tak. O milost pro něj zažádal ale jeho advokát, Kalmárovi rodiče, obyvatelé rodného východoslovenského Solivaru,  velkostatkář János Esterházy a pražský kardinál Karel Kašpar. Na návrh soudců a ministra obrany tuto žádost o milost prezident Dr. Edvard Beneš dne 27. dubna 1938 zamítl.

### Poprava
V 5 hodin ráno dne 29. dubna 1938 byl Kalmár odveden na popraviště.  Popravy se účastnil také plukovník František Moravec. Podle zápisu o popravě byla poslední Kalmárova slova: „Éljen a Magyarország! Éljen a haza!“ („Ať žije Maďarsko! Ať žije vlast!“).

### Dovětek
Tělo jedenatřicetiletého Edmunda Kalmára bylo pohřbeno na pražských Olšanských hřbitovech.  O čtyři měsíce později Československo přijalo Mnichovskou dohodu, bez boje vyklidilo svá nákladně budovaná pohraniční opevnění a předalo Německu Sudety.